# Erziehungsstelle
Die Erziehungsstelle ist eine erzieherische Hilfe der Kinder- und Jugendhilfe nach § 27 SGB VIII, in konkreter Ausgestaltung als Fachpflegefamilie nach § 33 (Vollzeitpflege) oder als sozialpädagogische Lebensgemeinschaft nach § 34 (Heimerziehung). Erziehungsstellen werden meist von freien Trägern betrieben.
Die Zielgruppe sind Kinder und Jugendliche, die aufgrund psychischer und sozialer Beeinträchtigungen kontinuierlich eine Bezugsperson brauchen, sowie einen überschaubaren, fachlich und institutionell abgesicherten familienähnlichen, kleinen Rahmen benötigen. Bis zu zwei Kinder bzw. Jugendliche und eine Fachkraft sowie eventuell auch Angehörige, bilden eine Lebensgemeinschaft. Der Unterschied zur Pflegefamilie liegt vor allem im besonderen Betreuungsbedarf der Kinder/Jugendlichen (Problemverhalten wie zum Beispiel Auto- oder Fremdaggression) und der daraus resultierenden Erforderlichkeit, dass wenigstens eine betreuende Bezugsperson eine pädagogische Ausbildung hat.
Das Aufnahmealter reicht bis zum 15. Lebensjahr, wobei in Ausnahmefällen auch darüber hinaus aufgenommen wird. Der Betreuerschlüssel liegt optimal bei 2 zu 1, das heißt, dass kontinuierlich eine Fachkraft die Arbeit in einer Erziehungsstelle für zwei Kinder/Jugendliche leistet. Ausnahmen bilden Krankheit und Urlaub, wofür eine Vertretung bereitgestellt wird – darüber hinaus gibt es keine Zuarbeiter, Hauswirtschaftskraft oder Fachkräfte für einen Ausgleich. Die Vertretungsregel wird überall individuell gehandhabt. Der Krankheitsausfall in Erziehungsstellen ist jedoch äußerst gering, da viele Fachkräfte dort eher bereit sind, mit Kopfschmerzen oder Erkältungen ihren "Dienst" fortzusetzen. Urlaub ohne zu Verreisen ist kaum möglich, da die eigene Wohnung auch die der zu Betreuenden sind.
In den meisten dieser Angebote werden Koordinatoren oder Gremien geschaffen, um diverse Probleme zu besprechen, zu reflektieren, aber auch zu kontrollieren.
Vorteile für die Kinder und Jugendlichen sind die ständige und nicht wechselnde Anwesenheit und Bereitschaft der Fachkraft, und die familienähnliche Einbindung in deren Lebenswelt (Bekannte/Freunde, Hobbys etc.). Es werden Lebenserfahrungen im Modelllernen gesammelt, die in den meisten üblichen Heimgruppen nicht gemacht werden können, beispielsweise
- Verhalten und Umgang mit Krankheit, Ärger, Sorgen oder Trauer von Erwachsenen (Bezugsperson Fachkraft),
- Motivation und erkennen von Eitelkeiten, Harmonie und mehr persönlichen Eigenschaften durch direkten Zugang zum Lebensumfeld der Fachkraft,
- Lernen im Umgang und Verhalten bei Besuch von Freunden, Verwandten, Feiern mit Erwachsenen (Personenkreis der Fachkraft).

Somit bietet eine Erziehungsstelle zusätzlich zu den üblichen pädagogischen Vorgehensweisen viele Orientierungshilfen und Lernansätze.
Normalerweise dauert die Unterbringung bis zur Verselbstständigung oder dem Übergang in eine andere Hilfeform, wie das betreute Jugendwohnen, an. Aber auch eine Rückführung in die Herkunftsfamilie ist möglich.